# Fidzsi-szigeteki labdarúgó-szövetség
Fidzsi-szigeteki labdarúgó-szövetség (angolul: Fiji Football Association)

## Történelme
A szövetséget 1938-ban alapították. A Nemzetközi Labdarúgó-szövetségnek 1963-tól tagja. 1966-tól az Óceániai Labdarúgó-szövetség tagja. Fő feladata a nemzetközi kapcsolatokon kívül, a  Fidzsi-szigeteki labdarúgó-válogatott férfi és női ágának, a korosztályos válogatottak illetve a nemzeti bajnokság szervezése, irányítása. A működést biztosító bizottságai közül a Játékvezető Bizottság (JB) felelős a játékvezetők utánpótlásáért, elméleti (teszt) és cooper (fizikai) képzéséért, foglalkoztatásáért.

## Elnökök
- Arthur Stanley Farebrother	1938 - 1940
- Tulsi Ram Sharma		1940 - 1945, 1948 – 1950, and 1954
- Dwarka Prasad			1945 - 1947
- Andrew Deoki|Andrew Indar Narayan Deoki	1951 - 1953 , 1955 - 1958
- F.M.K. Sherani		1954 - 1955
- Moti Tikaram|Justice Sir Moti Tikaram	1959 - 1960
- Abdul Lateef (Fijian lawyer)|Abdul Lateef		1960 – 1962, 1966 – 1967
- Manikam V. Pillay		1962 – 1965, 1967 – 1983
- Hari Pal Singh		1983 – 1985
- Dr M.S. Sahu Khan		1985 -